# Junikrise (Schweiz)
Als Junikrise bezeichnen einige Schweizer Historiker die staatspolitisch für das Land äusserst einschneidende Situation des Juni 1940, als Frankreich mit dem Einmarsch der Wehrmacht in Paris als einziger verbliebener alliierter Nachbar als Machtfaktor ausschied und die Schweiz von den faschistischen Achsenmächten vollständig eingekreist war. 
Für Jakob Tanner war das Jahr 1940 nebst dem Landesstreik-Jahr 1918 «das labilste in der Geschichte der modernen Schweiz». Vor allem habe der deutsche Einmarsch in Paris am 14. Juni 1940 «sowohl in der Bevölkerung wie in der militärischen und politischen Führung des Landes eine psychologisch niederschmetternde Wirkung» gezeitigt.
Bereits eine Woche vor diesem Schlüsselereignis hatten sich über dem kleinen, neutralen und relativ wehrbereiten Alpenstaat dunkle Wolken zusammengebraut: Eine unverhohlene Drohung Berlins, man werde künftig «mit anderen Mitteln» antworten, sollte die Schweiz ihrer Luftwaffe weiterhin freie Hand gewähren, deutsche Flieger anzugreifen, welche den Schweizer Luftraum verletzten. General Henri Guisan reagierte darauf mit einem Verbot der bis anhin für die Schweizer Flieger recht erfolgreichen Luftraumschutz-Massnahmen.
Nach der Niederlage Frankreichs wurde die strategische Situation des Landes noch wesentlich kritischer: Am 17. Juni und danach erneut zwischen 22. und 25. Juni bewegte sich das «unbeschäftigte» (J. Tanner) Panzerkorps Heinz Guderian mit rund 850 Panzern bedrohlich nahe an der Schweizer Grenze. In den Schweizer Führungs-Etagen kamen hektische Aktivitäten in Gang. Am 22. Juni gelangte General Guisan im Rahmen einer Generalstabs-Besprechung zum recht überraschenden Schluss, er sei «überzeugt, dass die Deutschen nunmehr in erster Linie einen politischen und wirtschaftlichen Druck ausüben werden». Tags darauf erging sein Befehl, z. B. die in den Städten errichteten Abwehr-Stellungen abzubauen. Am 25. Juni kündigte Bundespräsident Marcel Pilet-Golaz in einer offensichtlich mit dem General abgesprochenen Rede an die Bevölkerung an, es bestehe «keine militärische Gefahr mehr» und man werde nun schrittweise zwei Drittel der zum Grenzschutz aufgebotenen Truppen demobilisieren. 
Die heutige Interpretation dieser Ankündigungen spaltet die Experten-Meinungen: Exponenten wie der erwähnte Tanner oder Hans Ulrich Jost sprechen von Kapitulations-Gesten vor den Deutschen (Anpassungspolitik), während konservativere Kreise wie der 2007 verstorbene Ex-Generalstabschef Hans Senn das ganze eher als «taktisch kluge» Massnahme sehen, damit Hitler nicht provoziert wurde.
Mehr oder minder unbestritten ist, dass die Niederlage Frankreichs für rund einen Monat, bis zum – heute ebenfalls kontrovers diskutierten – Rütli-Rapport General Guisans, in massgeblichen politischen Kreisen defätistische Tendenzen verstärkte. Es handelte sich dabei entweder um bereits traditionell nazifreundliche Kreise (Denkmuster: «Es müssen die eigenen Reihen blitzblank gesäubert sein!») oder neu auch um Leute, welche die Erfolgschancen eines militärischen Abwehrkampfes gegen diese übermächtige Gegnerschaft als aussichtslos einstuften und deshalb einen politischen Anpassungs-Kurs an das sogenannte Dritte Reich favorisierten. Marcel Pilet-Golaz galt in der politischen Wahrnehmung des Landes seit Kriegsende als Musterbeispiel des Anpassers, während Henri Guisan – einenteils aufgrund allgemein unbestritten relativ mutiger Entscheide, andernteils aber auch unter Tabuisierung von Sachverhalten, wie sie hier oben genannt sind – von einer Sündenbock-Rolle kategorisch verschont blieb. Auch Guisans Réduit-Strategie vom Juli 1940, ursprünglich als Sinnbild nationaler Abwehrbereitschaft mythologisiert, wird heute sogar vom Gesichtspunkt ihrer rein militärischen Wirksamkeit her stark angezweifelt (Aushungerungs-Problem; schutzlose Zivilbevölkerung und Industrie).